# Jumbilla
Jumbilla è un comune del Perù, situato nella Regione di Amazonas e capoluogo della Provincia di Bongará.